# Андре Гігант
Андре Рене Русімов (болг. Андрей Рене Руссімов, пол. Andrzej Renat Russimow; 19 травня 1946 — 27 січня 1993), більш відомий як Андре Гігант (англ. André the Giant) — професійний французький реслер і актор болгарського-польського походження. Через акромегалію, кістки у Рене посилено виросли, внаслідок чого вже в дитинстві він став велетнем, і його називали «Восьмим чудом світу». При зрості 224 см мав вагу 240 кг.

## Улюблені прийоми
- Завершальні прийоми
  - Double underhook suplex[5]
  - Elbow drop pin[6]
  - Kneeling belly to belly piledriver[7]
  - Sit-down splash[8]
  - Standing splash
- Коронні прийоми
  - Bearhug[8]
  - Big boot[8]
  - Body slam[8]
  - Chokehold[8]
  - Gorilla press slam
  - Head and neck rake
  - Headbutt[8]
  - Repeated hip attacks to a cornered opponent
  - Samoan drop
- Прізвиська
  - «The 8th Wonder of the World»
  - «Titan»
  - «The Immovable Object»

## Титули та досягнення
- Championship Wrestling from Florida
  - NWA Florida Tag Team Championship (1 раз) — з Дасті Роудсом
- International Pro Wrestling
  - IWA World Tag Team Championship (1 раз) — з Michael Nader
- NWA Tri-State
  - NWA United States Tag Team Championship (Tri-State version) (1 раз) — з Дасті Роудсом
- Professional Wrestling Hall of Fame and Museum
  - Class of 2002
- Pro Wrestling Illustrated
  - PWI Most Popular Wrestler of the Year (1977, 1982)
  - PWI Match of the Year (1981) проти Killer Khan 2 травня
  - PWI Match of the Year (1988) проти Халка Хогана на The Main Event
  - PWI Most Hated Wrestler of the Year (1988)
  - PWI Editor's Award (1993)
- Stampede Wrestling
  - Stampede Wrestling Hall of Fame[9]
- World Championship Wrestling (Australia)
  - NWA Austra-Asian Tag Team Championship (1 раз) — с Рональдом Міллером
- World Wrestling Federation
  - WWF Championship (1 раз)
  - WWF Tag Team Championship (1 раз) — с Haku
  - WWF Hall of Fame (Class of 1993) — введений посмертно
  - WWE ставить його під № 8 в списку найкращих реслерів за всю історію[10]
- Wrestling Observer Newsletter awards
  - Фьюд року (1981) проти Killer Khan
  - Most Embarrassing Wrestler (1989)
  - Найгірший фьюд року (1984) проти Великого Джона Стадда
  - Найгірший фьюд року (1989) проти Останнього Воїна
  - Найгірший матч року (1987) проти Халка Хогана на Реслманії III
  - Найгірший матч року (1989) проти The Ultimate Warrior 31 жовтня
  - Найгірша команда (1990, 1991) с Giant Baba
  - Найгірший реслер (1989, 1991, 1992)
  - Wrestling Observer Newsletter Hall of Fame (Class of 1996)

## Фільмографія
- Casse tête chinois pour le judoka (1967)
- The Six Million Dollar Man — «The Secret of Bigfoot II and I» (1976), Бігфут
- B. J. and the Bear — «Snow White and the Seven Lady Truckers» (1981), Manny Felcher
- The Greatest American Hero — «Heaven Is in Your Genes» (1983), Монстр
- Конан-руйнівник (Conan the Destroyer) (1984), Dagoth (в титрах відсутній)
- Міккі і Мод (Micki + Maude) (1984), Himself
- I Like to Hurt People (1985), себе
- Принцеса-наречена (The Princess Bride) (1987), Fezzik
- The Mommy Market (1994), Цирковий велетень
- Symphorien (197?), французький ситком на телебаченні Квебека
- Les Brillants (198?), французький ситком на телебаченні Квебека